# Keidrich Sellati
Keidrich Sellati – amerykański aktor filmowy i serialowy.

## Filmografia
- Prawo i porządek: sekcja specjalna (2014) jako Daniel Summers-Maddox[1]
- Rockaway (2017) jako młody Anthony[1]
- Zawód: Amerykanin (2013–2018) jako Henry Jennings[1]